# Liste des sites et monuments classés de la wilaya d'El Bayadh
Cet article présente une liste des sites et monuments classés de la wilaya d'El Bayadh, en Algérie.

## Liste
| Id    | Identification du bien                            | Datation        | Commune               | Coordonnées    | Catégorie du classement                     | Mesures et date de protection | Date de publication au Journal Officiel | Illustration    |                       |
| ----- | ------------------------------------------------- | --------------- | --------------------- | -------------- | ------------------------------------------- | --- | --------------------------------------- | --------------- | --------------------- |
| 32-1  | Site rupestre de Merdoufa                         | Préhistorique   | Ghassoul              | à géolocaliser | Classé                                      | Inscrit sur l'inventaire général des biens culturels immobiliers par arrêté du 14/07/2007, après avis favorable de la commission nationale des biens culturels tenu le 12/10/2006. | N° 60 du 26/09/2007                     |                 | Télécharger une image |
| 32-2  | Station rupestre du Belier Bou Alem               | Préhistorique   | Boualem               | à géolocaliser | Classé                                      | Classé sur la liste des biens culturels par arrêté du 03/12/2015, après avis conforme de la commission nationale des biens culturels tenu le 18/03/2015.                           | N° 28 du 08/04/2016                     |                 | Télécharger une image |
| 32-3  | Bastion Bent El Khas                              | Aucune datation | Brézina               | à géolocaliser | Inscription sur l'inventaire supplémentaire | Inscrit sur l'inventaire supplémentaire Arrêté signé par le wali N°342 du 05/04/2016                                                                                               | Arrêté non pub au journal officiel      | Image manquante | Télécharger une image |
| 32-4  | Chapelle Catholique                               | Aucune datation | El Abiodh Sidi Cheikh | à géolocaliser | Inscription sur l'inventaire supplémentaire | Inscrit sur l'inventaire supplémentaire Arrêté signé par le wali N°344 du 05/04/2016                                                                                               | Arrêté non pub au journal officiel      |                 | Télécharger une image |
| 32-5  | Kasr Arbouat                                      | Aucune datation | Arbaouat              | à géolocaliser | Inscription sur l'inventaire supplémentaire | Inscrit sur l'inventaire supplémentaire Arrêté signé par le wali N°343 du 05/04/2016                                                                                               | Arrêté non pub au journal officiel      |                 | Télécharger une image |
| 32-6  | Kasr Bousemghoune                                 | Aucune datation | Boussemghoun          | à géolocaliser | Inscription sur l'inventaire supplémentaire | Inscrit sur l'inventaire supplémentaire Arrêté signé par le wali N°347 du 05/04/2016                                                                                               | Arrêté non pub au journal officiel      |                 | Télécharger une image |
| 32-7  | Kasr Challala El Dhahrania                        | Aucune datation | Chellala              | à géolocaliser | Inscription sur l'inventaire supplémentaire | Inscrit sur l'inventaire supplémentaire Arrêté signé par le wali N°346 du 05/04/2016                                                                                               | Arrêté non pub au journal officiel      |                 | Télécharger une image |
| 32-8  | Kasr El Ghassoul                                  | Aucune datation | Ghassoul              | à géolocaliser | Inscription sur l'inventaire supplémentaire | Inscrit sur l'inventaire supplémentaire Arrêté signé par le wali N°345 du 05/04/2016                                                                                               | Arrêté non pub au journal officiel      | Image manquante | Télécharger une image |
| 32-9  | Mausolée Sidi Cheikh                              | Médiévale       | El Abiodh Sidi Cheikh | à géolocaliser | Inscription sur l'inventaire supplémentaire | Inscrit sur l'inventaire supplémentaire Arrêté signé par le wali N°341 du 05/04/2016                                                                                               | Arrêté non pub au journal officiel      |                 | Télécharger une image |
| 32-10 | Trace de la jument de Sidi Cheikh à Theniet Azzia | Aucune datation | Ain Sefra             | à géolocaliser | Sites naturels                              | Classé parmi les sites et monuments naturels en date du 07/09/1956, Conformément à l'article 62 de l'ordonnance N° 67-281 du 20/12/1967                                            | N° 07 du 23/01/1968                     | Image manquante | Télécharger une image |